# Корпусування мікросхем
У виробництві електроніки, процес корпусування мікросхеми є завершальним етапом її виробництва, на якому невеличкий фрагмент напівпровідникового матеріалу упаковується в захисну оболонку, яка запобігає його фізичному ушкодженню та корозії. Ця оболонка називається "корпусом" і виконує додаткову функцію підтримки електричних контактів, які з'єднують пристрій із зовнішніми провідниками на друкованій платі.
Ранні мікросхеми пакувалися в плоскі керамічні корпуси, які впродовж багатьох років використовувалися у військовій техніці завдяки своїм малим розмірам та надійності. Мікросхеми комерційного призначення були швидко переведені на DIP корпуси, спочатку керамічні, а пізніше пластикові. У 1980-х роках кількість виводів у DIP мікросхемах з великим ступенем інтеграції перевищила межі практичної доцільності, що викликало перехід до корпусів нових типів PGA та LCC. На початку 1980-х років з'явилися корпуси, призначені для поверхневого монтажу, які набули популярності в кінці 80-х. В таких корпусах зовнішні виводи розташовувалися більш щільно і мали форму "крила чайки" або літери "J", прикладом чого може служити SOIC - корпус, який займає площу на 30-50% меншу, ніж аналогічний DIP-корпус і при цьому є на 70% тоншим.
В кінці 1990-х найпоширенішими корпусами для мікросхем із великою кількістю виводів стали QFP та TSOP, однак PGA все ще продовжують використовуватися для корпусування мікропроцесорів. у 2000-х роках Intel та AMD перейшли з PGA-корпусів на LGA.
Корпуси типу BGA існували з 1970-х років. У 1990-х було розроблено їх різновид - FCBGA, який на даний момент забезпечує найвищу кількість зовнішніх виводів серед корпусів усіх інших типів. В корпусі FCBGA кристал розміщується "догори ногами" і під'єднується до вихідних контактів не через провідники, а за допомогою підкладки, подібної до друкованих плат. Корпуси FCBGA дозволяють розміщувати контактні ділянки для сигналів введення-виведення по всій площині кристалу, а не лише по його краях. 
Упакування стопки з декількох ядер в одному корпусі називається SiP (англ. "Система в корпусі") або "тривимірною мікросхемою". Поєднання багатьох ядер на одній маленькій підкладці, часто виготовленій з кераміки, називається MCM або "багаточіповим модулем". Границі між великими MCM та друкованими платами інколи є дуже розмиті.